# Wereldbeker veldrijden 1998-1999
Het 6de Wereldbekerseizoen werd gereden in 1998-1999. De winnaar werd de Belg Mario De Clercq. Het seizoen begon in Eschenbach op 8 november en eindigde op 16 januari in Nommay. Het seizoen telde in totaal 6 crossen.
De wereldbeker bestond uit de volgende categorie:
- Mannen elite

## Mannen elite

### Kalender en podia
| Datum      | Locatie    | Eerste              | Tweede          | Derde              |
| ---------- | ---------- | ------------------- | --------------- | ------------------ |
| 08/11/1998 | Eschenbach | Richard Groenendaal | Sven Nys        | Beat Wabel         |
| 21/11/1998 | Tábor      | Sven Nys            | Daniele Pontoni | Mario De Clercq    |
| 06/12/1998 | Leudelange | Daniele Pontoni     | Marc Janssens   | Mario De Clercq    |
| 20/12/1998 | Koksijde   | Mario De Clercq     | Bart Wellens    | Adrie van der Poel |
| 02/01/1999 | Zeddam     | Thomas Frischknecht | Mario De Clercq | Marc Janssens      |
| 16/01/1999 | Nommay     | Adrie van der Poel  | Daniele Pontoni | Mario De Clercq    |

### Eindklassement
| Pos. | Renner              | Punten |
| ---- | ------------------- | ------ |
| 1    | Mario De Clercq     | 206    |
| 2    | Daniele Pontoni     | 189    |
| 3    | Sven Nys            | 177    |
| 4    | Adrie van der Poel  | 151    |
| 5    | Marc Janssens       | 138    |
| 6    | Richard Groenendaal | 132    |
| 7    | Radomír Šimůnek     | 106    |
| 8    | Erwin Vervecken     | 103    |
| 9    | Wim de Vos          | 93     |
| 10   | Peter Van Santvliet | 90     |

### Uitslagen
| #  | Naam                | Tijd    |
| -- | ------------------- | ------- |
| 1  | Richard Groenendaal | 0:58.24 |
| 2  | Sven Nys            | + 0.33  |
| 3  | Beat Wabel          | + 0.58  |
| 4  | Mario De Clercq     | + 1.00  |
| 5  | Marc Janssens       | + 1.15  |
| 6  | Daniele Pontoni     | + 1.26  |
| 7  | Jiri Pospisil       | + 1.43  |
| 8  | Peter Van Santvliet | + 2.15  |
| 9  | Adrie van der Poel  | + 2.39  |
| 10 | Radomír Šimůnek     | + 3.14  |

| #  | Naam                | Tijd    |
| -- | ------------------- | ------- |
| 1  | Sven Nys            | 0:57.10 |
| 2  | Daniele Pontoni     | + 0.26  |
| 3  | Mario De Clercq     | + 0.39  |
| 4  | Marc Janssens       | + 0.54  |
| 5  | Petr Dlask          | + 1.02  |
| 6  | Jiri Pospisil       | + 1.16  |
| 7  | Richard Groenendaal | + 1.34  |
| 8  | Erwin Vervecken     | + 1.42  |
| 9  | Luca Bramati        | + 1.46  |
| 10 | Pawel Prosek        | + 1.49  |

| #  | Naam                | Tijd    |
| -- | ------------------- | ------- |
| 1  | Daniele Pontoni     | 1:00.35 |
| 2  | Marc Janssens       | + 0.13  |
| 3  | Mario De Clercq     | + 0.22  |
| 4  | Sven Nys            | + 0.44  |
| 5  | Adrie van der Poel  | zt      |
| 6  | Erwin Vervecken     | + 1.25  |
| 7  | Radomír Šimůnek     | + 1.30  |
| 8  | Wim de Vos          | + 1.44  |
| 9  | Richard Groenendaal | + 2.08  |
| 10 | Peter Van Santvliet | + 2.18  |

| #  | Naam                | Tijd    |
| -- | ------------------- | ------- |
| 1  | Mario De Clercq     | 1:00.28 |
| 2  | Bart Wellens        | + 0.20  |
| 3  | Adrie van der Poel  | + 0.24  |
| 4  | Daniele Pontoni     | + 0.53  |
| 5  | Sven Nys            | + 0.59  |
| 6  | Marc Janssens       | + 1.01  |
| 7  | Richard Groenendaal | + 1.03  |
| 8  | Erwin Vervecken     | + 1.13  |
| 9  | Radomír Šimůnek     | + 1.15  |
| 10 | Peter Van Santvliet | + 2.20  |

| #  | Naam                | Tijd    |
| -- | ------------------- | ------- |
| 1  | Thomas Frischknecht | 0:59.17 |
| 2  | Mario De Clercq     | + 0.39  |
| 3  | Marc Janssens       | + 0.40  |
| 4  | Beat Wabel          | + 0.57  |
| 5  | Wim de Vos          | + 1.06  |
| 6  | Adrie van der Poel  | + 1.34  |
| 7  | Radomír Šimůnek     | + 1.46  |
| 8  | Maarten Nijland     | + 2.03  |
| 9  | Sven Nys            | + 2.32  |
| 10 | Gerben de Knegt     | + 2.42  |

| #  | Naam                | Tijd    |
| -- | ------------------- | ------- |
| 1  | Adrie van der Poel  | 0:57.42 |
| 2  | Daniele Pontoni     | + 0.02  |
| 3  | Mario De Clercq     | zt      |
| 4  | Thomas Frischknecht | zt      |
| 5  | Sven Nys            | + 0.05  |
| 6  | Radomír Šimůnek     | zt      |
| 7  | Erwin Vervecken     | + 1.22  |
| 8  | Luca Bramati        | zt      |
| 9  | Petr Dlask          | + 1.30  |
| 10 | Peter Van Santvliet | zt      |

Kampioenschappen:  Wereldkampioenschappen · 
 Belgische kampioenschappen · 
 Nederlandse kampioenschappen
Klassementen:  Wereldbeker · 
 Superprestige · 
 GvA Trofee · 
 Challenge national
1993-1994 · 1994-1995 · 1995-1996 · 1996-1997 · 1997-1998 · 1998-1999 · 1999-2000 · 2000-2001 · 2001-2002 · 2002-2003 · 2003-2004 · 2004-2005 · 2005-2006 · 2006-2007 · 2007-2008 · 2008-2009 · 2009-2010 · 2010-2011 · 2011-2012 · 2012-2013 · 2013-2014 · 2014-2015 · 2015-2016 · 2016-2017 · 2017-2018 · 2018-2019 · 2019-2020 · 2020-2021 · 2021-2022 · 2022-2023 · 2023-2024 · 2024-2025